# Ivanildo
Ivanildo Soares Cassamá est un footballeur portugais né le 9 janvier 1986 à Bissau. Il joue au poste d'ailier.

## Biographie

### En club
Arrivé à neuf ans au Portugal il est formé au FC Porto, où il parcourt l'ensemble des catégories jeunes (devenant champion du Portugal à 3 reprises), jusqu'à être appelé en équipe première par José Couceiro, le 13 février 2005. Il fait ses débuts en première division le 13 février 2005 contre le Vitória Guimarães (0-0). Il est successivement prêté à l'União Leiria, à l'Académica de Coimbra et au Gil Vicente, avant d'être définitivement transféré au Portimonense SC en 2009. Au terme de la première saison le club monte en ligue majeure, et sa carrière rebondit, il est alors appelé à rejoindre l'équipe nationale bissau-guinéenne. Il rejoint par la suite le club d'Olhão où il reste deux saisons. En 2013 il suit son entraîneur, Sérgio Conceição dans la capitale estudiantine, soit au sein de l'Académica de Coimbra. Pour sa deuxième saison avec les Estudantes, de nombreux problèmes physiques l'empêchent d'être régulier. Le 21 septembre 2014 lors d'un entrainement à la suite d'un choc avec le Brésilien Marcos Paulo, il subit un traumatisme crânien, ce qui l'écarte de l'effectif pro durant quelques jours. Le 17 janvier 2015, face au Vitória Guimarães, il se blesse au pied droit et doit subir une intervention chirurgicale qui l'éloigne quasiment pendant 2 mois des terrains lusitaniens. En juin 2015, il renoue avec l'Académica jusqu'en 2018.

### En sélection nationale
Ivanildo possède 8 sélections en équipe du Portugal des moins de 21 ans mais également plusieurs sélections avec l'équipe de Guinée-Bissau, il fait ses débuts dans l'équipe nationale de la Guinée-Bissau le 9 septembre 2010. Après deux ans sans sélections, ses belles prestations avec le club de la "capitale des étudiants", l'Académica de Coimbra, font qu'il est à nouveau appelé à jouer avec les Djurtus, pour un match comptant pour les Qualifications à la Coupe d'Afrique des nations de football 2015.
En juillet 2014, après avoir disputé le match aller du second tour des Qualifications à la Coupe d'Afrique des nations de football 2015, contre le Botswana (défaite 0-2), Ivanildo et six joueurs de l'équipe de Guinée-Bissau, ont été retenus en Afrique du Sud. Cela pour ne pas avoir assez de sièges dans l'avion qui transportait la délégation au Portugal.

## Carrière
Arrêtées à l'issue de la saison 2015-2016
- 10 saisons en championnat de D.I , 160 matchs 10 buts.
- 2 saisons en championnat de D.II , 43 matchs 7 buts.
- 3 saisons en championnat de D.III , 25 matchs 6 buts.

## Statistiques de joueur

### Synthèse
| Saison                | Club                  | Championnat           | Championnat | Championnat | Coupe(s) nationale(s) | Coupe(s) nationale(s) | Compétition(s) continentale(s) | Compétition(s) continentale(s) | Compétition(s) continentale(s) | Sélection | Sélection | Sélection | Total | Total |
| Saison                | Club                  | Division              | M.          | B.          | M.                    | B.                    | Comp.                          | M.                             | B.                             | Équipe    | M.        | B.        | M.    | B.    |
| 2003-2004             | FC Porto B            | D3                    | 3           | 0           | 0                     | 0                     | -                              | 0                              | 0                              | U19       | 6         | 1         | 9     | 1     |
| 2004-2005             | FC Porto B            | D3                    | 20          | 6           | 0                     | 0                     | -                              | 0                              | 0                              | U19       | 9         | 0         | 29    | 6     |
| 2005-2006             | FC Porto B            | D3                    | 2           | 0           | 0                     | 0                     | -                              | 0                              | 0                              | U21       | 3         | 0         | 5     | 0     |
| Sous-total            | Sous-total            | Sous-total            | 25          | 6           | 0                     | 0                     | -                              | 0                              | 0                              |           | 18        | 1         | 43    | 7     |
| 2004-2005             | FC Porto              | D1                    | 6           | 0           | 0                     | 0                     | -                              | 0                              | 0                              | U21       | 1         | 0         | 7     | 0     |
| 2005-2006             | FC Porto              | D1                    | 14          | 0           | 1                     | 0                     | C1                             | 1                              | 0                              | B         | 1         | 0         | 17    | 0     |
| Sous-total            | Sous-total            | Sous-total            | 20          | 0           | 1                     | 0                     | -                              | 1                              | 0                              |           | 2         | 0         | 24    | 0     |
| 2006-2007             | UD Leiria             | D1                    | 20          | 1           | 2                     | 0                     | -                              | 0                              | 0                              | U21 & B   | 8         | 0         | 30    | 1     |
| Sous-total            | Sous-total            | Sous-total            | 20          | 1           | 2                     | 0                     | -                              | 1                              | 0                              |           | 8         | 0         | 31    | 1     |
| 2007-2008             | Académica Coimbra     | D1                    | 22          | 0           | 2                     | 0                     | -                              | 0                              | 0                              | -         | 0         | 0         | 24    | 0     |
| Sous-total            | Sous-total            | Sous-total            | 22          | 0           | 2                     | 0                     | -                              | 1                              | 0                              | -         | 0         | 0         | 25    | 0     |
| 2008-2009             | Gil Vicente FC        | D2                    | 22          | 2           | 5                     | 0                     | -                              | 0                              | 0                              | -         | 0         | 0         | 27    | 2     |
| Sous-total            | Sous-total            | Sous-total            | 22          | 2           | 5                     | 0                     | -                              | 0                              | 0                              | -         | 0         | 0         | 27    | 2     |
| 2009-2010             | Portimonense SC       | D2                    | 21          | 5           | 1                     | 0                     | -                              | 0                              | 0                              | -         | 0         | 0         | 22    | 5     |
| 2010-2011             | Portimonense SC       | D1                    | 19          | 3           | 3                     | 0                     | -                              | 0                              | 0                              | U23 &     | 1         | 0         | 23    | 3     |
| Sous-total            | Sous-total            | Sous-total            | 40          | 8           | 4                     | 0                     | -                              | 0                              | 0                              | &         | 4         | 0         | 48    | 8     |
| 2011-2012             | SC Olhanense          | D1                    | 6           | 0           | 1                     | 1                     | -                              | 0                              | 0                              |           | 5         | 0         | 12    | 1     |
| 2012-2013             | SC Olhanense          | D1                    | 15          | 2           | 0                     | 0                     | -                              | 0                              | 0                              | -         | 0         | 0         | 15    | 2     |
| Sous-total            | Sous-total            | Sous-total            | 21          | 2           | 1                     | 1                     | -                              | 0                              | 0                              |           | 5         | 0         | 27    | 3     |
| 2013-2014             | Académica             | D1                    | 21          | 1           | 4                     | 0                     | -                              | 0                              | 0                              |           | 4         | 0         | 29    | 1     |
| 2014-2015             | Académica             | D1                    | 17          | 2           | 1                     | 0                     | -                              | 0                              | 0                              | -         | -         | -         | 18    | 2     |
| 2015-2016             | Académica             | D1                    | 20          | 1           | 3                     | 0                     | -                              | 0                              | 0                              |           | 3         | 0         | 26    | 1     |
| Sous-total            | Sous-total            | Sous-total            | 58          | 4           | 8                     | 0                     | -                              | 0                              | 0                              |           | 7         | 0         | 73    | 4     |
| Total sur la carrière | Total sur la carrière | Total sur la carrière | 228         | 23          | 23                    | 1                     | -                              | 1                              | 0                              | &         | 44        | 1         | 296   | 25    |

Statistiques actualisées le 31/05/2016

### Coupes continentales
Il fait ses débuts le 19 octobre 2005, en Ligue des champions, face à l'Inter Milan, en remplacement de Ricardo Quaresma.
| Matchs | Date            | Stade                    | Adversaire  | Résultat | Minutes | Compétition                             | Buts | Tour             | Club     |
| ------ | --------------- | ------------------------ | ----------- | -------- | ------- | --------------------------------------- | ---- | ---------------- | -------- |
| 1      | 19 octobre 2005 | Estádio do Dragão, Porto | Inter Milan | 2 – 0    | 9 min   | Ligue des champions de l'UEFA 2005-2006 | 0    | Phase de groupes | FC Porto |

### Sélections jeunes
Régulièrement appelé en sélection portugaise chez les jeunes, il ne portera jamais celui de l'équipe A. En effet il décision de jouer en selection bissaoguinéenne.
| Statistiques d'Ivanildo en sélections portugaises | Statistiques d'Ivanildo en sélections portugaises | Statistiques d'Ivanildo en sélections portugaises | Statistiques d'Ivanildo en sélections portugaises | Statistiques d'Ivanildo en sélections portugaises |
| Club                                              | V.                                                | N.                                                | D.                                                | Buts                                              |
| ------------------------------------------------- | ------------------------------------------------- | ------------------------------------------------- | ------------------------------------------------- | ------------------------------------------------- |
| Portugal U16 (7 matchs: 14%)                      | 5 (71,43%)                                        | 0 (0%)                                            | 2 (28,57%)                                        | 3 (37,50%)                                        |
| Portugal U17 (12 matchs: 24%)                     | 7 (58,33%)                                        | 3 (25%)                                           | 2 (16,67%)                                        | 4 (50%)                                           |
| Portugal U19 (15 matchs: 30%)                     | 8 (53,33%)                                        | 1 (6,67%)                                         | 6 (40%)                                           | 1(12,50%)                                         |
| Portugal U20 (5 matchs: 10%)                      | 1 (20%)                                           | 3 (60%)                                           | 1 (20%)                                           | 0 (0%)                                            |
| Portugal U21 (9 matchs: 18%)                      | 6 (66,67%)                                        | 1 (11,11%)                                        | 2 (22,22%)                                        | 0 (0%)                                            |
| Portugal espoirs (1 match: 2%)                    | 1 (100%)                                          | 0 (0%)                                            | 0 (0%)                                            | 0 (0%)                                            |
| Portugal B (1 match: 2%)                          | 1 (100%)                                          | 0 (0%)                                            | 0 (0%)                                            | 0 (0%)                                            |
| Total                                             | 29 (58%)                                          | 8 (16%)                                           | 13 (26%)                                          | 8                                                 |

### Sélection nationale de la Guinée-Bissau
| Sélections | Date             | Stade                                      | Adversaire         | Résultat | Minutes | Compétition                        | Buts | Capitaine | Club            |
| ---------- | ---------------- | ------------------------------------------ | ------------------ | -------- | ------- | ---------------------------------- | ---- | --------- | --------------- |
| 1          | 4 septembre 2010 | Estádio Lino Correia, Bissau               | Kenya              | 1 – 0    | 90 min  | Qualifications CAN 2012            | 0    | Non       | Portimonense SC |
| 2          | 9 février 2011   | Estádio do Restelo, Lisbonne               | Gambie             | 1 – 3    | 90 min  | Amical                             | 0    | Non       | Portimonense SC |
| 3          | 10 août 2011     | Estádio do Restelo, Lisbonne               | Guinée équatoriale | 1 – 4    | 90 min  | Amical                             | 0    | Non       | SC Olhanense    |
| 4          | 3 septembre 2011 | Centre sportif international Moi, Nairobi  | Kenya              | 2 – 1    | 90 min  | Qualifications CAN 2012            | 0    | Non       | SC Olhanense    |
| 5          | 8 octobre 2011   | Estádio Nacional 24 de Setembro, Bissau    | Angola             | 0 – 2    | 90 min  | Qualifications CAN 2012            | 0    | Non       | SC Olhanense    |
| 6          | 11 novembre 2011 | Estádio Lino Correia, Bissau               | Togo               | 1 – 1    | 6 min   | Qualification Coupe du monde 2014  | 0    | Non       | SC Olhanense    |
| 7          | 29 février 2012  | Estádio Nacional 24 de Setembro, Bissau    | Cameroun           | 0 – 1    | 85 min  | Qualifications CAN 2013            | 0    | Non       | SC Olhanense    |
| 8          | 18 mai 2014      | Stade Alphonse Massamba-Débat, Brazzaville | Centrafrique       | 0 – 0    | 90 min  | Qualifications CAN 2015            | 0    | Non       | Académica       |
| 9          | 31 mai 2014      | Estádio Nacional 24 de Setembro, Bissau    | Centrafrique       | 3 – 1    | 80 min  | Qualifications CAN 2015            | 0    | Non       | Académica       |
| 10         | 19 juillet 2014  | Botswana National Stadium, Gaborone        | Botswana           | 2 – 0    | 90 min  | Qualifications CAN 2015            | 0    | Non       | Académica       |
| 11         | 2 août 2014      | Estádio Nacional 24 de Setembro, Bissau    | Botswana           | 1 – 1    | 90 min  | Qualifications CAN 2015            | 0    | Non       | Académica       |
| 12         | 13 juin 2015     | Levy Mwanawasa Stadium, Ndola              | Zambie             | 0 – 0    | 77 min  | Qualifications CAN 2017            | 0    | Non       | Académica       |
| 13         | 5 septembre 2015 | Estádio Nacional 24 de Setembro, Bissau    | Congo              | 2 – 4    | 90 min  | Qualifications CAN 2017            | 0    | Non       | Académica       |
| 14         | 8 octobre 2015   | Antoinette Tubman Stadium, Monrovia        | Liberia            | 1 – 1    | 90 min  | Qualifications Coupe du monde 2018 | 0    | Non       | Académica       |
| 15         | 13 octobre 2015  | Estádio Nacional 24 de Setembro, Bissau    | Liberia            | 1 – 3    | 90 min  | Qualifications Coupe du monde 2018 | 0    | Non       | Académica       |

## Palmarès

### Avec leFC Porto
- Vainqueur du Championnat du Portugal en 2006

### Avec leFC PortoU16
- Vainqueur du Championnat du Portugal en 2002 et 2003

### Avec leFC PortoU14
- Vainqueur du Championnat du Portugal en 2000